# Pseudomenopon scopulacorne
Pseudomenopon scopulacorne är en insektsart som först beskrevs av Henry Denny 1842.  Pseudomenopon scopulacorne ingår i släktet Pseudomenopon och familjen spolätare. Inga underarter finns listade i Catalogue of Life.